# Galopin (pâtisserie)
Pour les articles homonymes, voir Galopin.
Le galopin est une spécialité culinaire de la Picardie à base de brioche.

## Caractéristiques
Le galopin est une sorte de pain perdu mais dans lequel le pain rassis est remplacé par du pain brioché ou de la brioche rassis.
On coupe le pain brioché en fines lamelles et que l'on pose dans un plat creux. On verse le lait sur le pain brioché, on écrase le pain jusqu'à en faire une pâte épaisse puis on ajoute les œufs battus en omelette. Lorsque le mélange est homogène, faire cuire dans une poêle sur les deux faces. Après la cuisson, saupoudrer les galopins de sucre ou de cassonade. On peut ajouter pour décorer des amandes effilées.